# 柳原資綱
柳原 資綱（やなぎわら すけつな）は、室町時代中期から戦国時代にかけての公卿。柳原行光の子。官位は従一位・権大納言。柳原家5代当主。

## 経歴
応永26年（1419年）、柳原行光の子として誕生。
文安6年（1449年）3月28日、参議に任じられる。応仁の乱頃より柳原家の家計は、諸国の知行地が押領され、困窮するようになった。そのため、主要な経済基盤のあった因幡国法美郡の知行地に自身らが下向、子・量光と共に所領の経営を直接行った。
文明6年（1478年）頃からはほぼ毎年、因幡在国と上洛を繰り返すようになった。自らの在国中は子・量光を上洛させ、量光の在国中は自らが上洛し、宮中に奉仕する形を採り、所領の経営を行った。因幡在国時は法美郡百谷の地に屋敷を構えていたという。文明14年（1482年）、従一位・権大納言に任じられた。
文亀元年（1501年）、薨去。享年83。

## 逸話
所領経営で因幡に在国する傍ら、上洛時には柳原家の体面を保つため、月次和漢会等に出席し、社交面でも活発に動いていた。ただ、和漢はあまり上手ではなかったようで甘露寺親長からは「和漢ども堪能にあらざるか」と評されている。（『親長卿記』）明応元年の改元の際には「近江知行分が復活したならば、すぐさま上洛して父子共々朝政に奉仕する」と述べ、近江国の所領の復活を要請していたが、不可能と回答されたために新元号の勘者に選ばれていた子・量光の上洛を拒否し、引き続き因幡に在国した。文亀元年（1501年）閏6月27日、丹州に滞在中に病気が原因で薨去。享年は83と高齢であった。三条西実隆からは「朝の大老なり」と評されている。

## 系譜
- 父：柳原行光
- 母：日野西資国の娘
- 妻：不詳
  - 男子：柳原量光
  - 男子：柳原光秀